# کاتسوشی بودا
کاتسوشی بودا (ژاپنی: 保田 克史؛ زادهٔ ۱ ژانویهٔ ۱۹۰۱) پویانما است.